# Susann Reichenbach

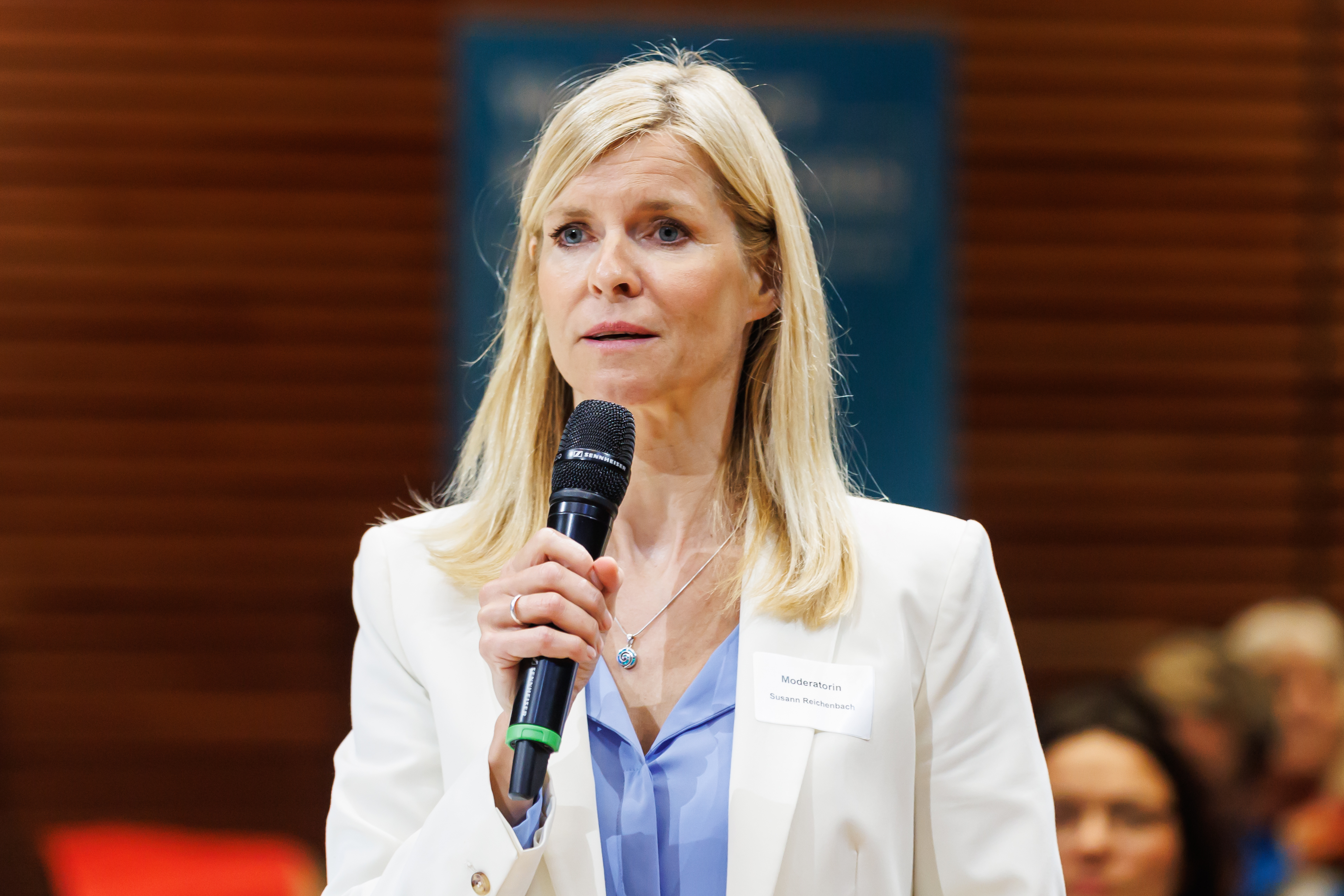
Reichenbach (2024)

Susann Reichenbach (* 24. August 1977 in Borna) ist eine deutsche Journalistin, Fernsehautorin und -moderatorin.

## Leben und Karriere
Reichenbach wuchs in Kitzscher auf und ging in Borna zur Schule. Nach einem Auslandsjahr in Genf und Nyon studierte sie zwischen 1997 und 2002 Politikwissenschaften und Psychologie in Freiburg im Breisgau und Pisa. Ihre Magisterarbeit verfasste sie zur US-amerikanischen Außenpolitik gegenüber Israel. Anschließend machte sie ein Volontariat beim MDR. Sie wurde danach Nachrichtensprecherin bei der Länderzeit,  Moderatorin des MDR Thüringen Journal und Live-Reporterin für MDR Aktuell und ARD-Tagesschau und Tagesthemen. 2016 führte sie im MDR erstmals Sommerinterviews mit Thüringer Spitzenpolitikern. Von April 2019 bis Dezember 2023 sowie im August 2025 moderierte sie das ARD-Mittagsmagazin und im Dezember 2020 erstmals die ARD-Sondersendung ARD Extra. 2021 war sie Reporterin für das YouTube-Format „Team UPWARD“ und interviewte dafür die Spitzenkandidaten im Berliner Wahlkampf. Außerdem moderiert sie Kripo live. 2024 war sie Autorin der MDR-Reportage Exakt – Die Story: „Amt mit Risiko – Eine Polizistin wird Ministerin“ über Doreen Denstädt, die erste schwarze Politikerin in einem Ministeramt in Ostdeutschland.
2010 war sie als Stipendiatin des Arthur F. Burns Fellowship bei KGW-TV in Portland, Oregon.
2013 wurde ihr Dokumentarfilm Kulturlandschaften Europas – Die Cevennen bei der Ökofilmtour als Bester Naturfilm ausgezeichnet.
Reichenbach ist mit dem Radiomoderator Johannes-Michael Noack verheiratet. Das Paar lebt mit Sohn und Tochter in Leipzig und Erfurt.